# 山中千尋
山中 千尋（やまなか ちひろ、12月26日 - ※生年は非公開）は、群馬県桐生市出身の、日本のジャズ・ピアニスト。

## 人物
- 名門デッカ・レーベル初の日本人ジャズ・アーティストとして全米デビューを果たした気鋭のピアニストとして注目されている。
- コンサートの最後は必ず桐生市名物「八木節」で締めるといい、桐生好きを公言。
- バークリー音楽大学を首席で卒業後はニューヨークを拠点に活動を続け、これまでに26枚のリーダー・アルバムを発表している[1]。

## 来歴

### 生い立ち
- 母の故郷、福島県郡山市で生まれる。
- 桐生市立北中学校卒業までの15年間を桐生市で過ごす。
- 桐朋女子高等学校音楽科ピアノ科を経て桐朋学園大学音楽学部（ピアノ専攻）を卒業後、バークリー音楽院に留学。ジョージ・ラッセル（英語版）、ゲイリー・バートンなど数多くの有名アーティストと共演を重ね、ピアノの腕を磨く。
- 在学中から巨匠ジョージ・ラッセルらから絶賛されるなどその才能は高く評価され、2001年にはアメリカのジャズ専門誌ダウンビートから「アウトスタンディング・アワード」を贈られた。

### デビュー
- バークリーを首席で卒業後、2001年10月に日本のジャズ・ピアノの名門レーベル「澤野工房」からファースト・アルバム『Living Without Friday』を発表。直後に大手CDショップのジャズ・チャートで一躍トップセールスをマークし、新人としては異例のヒットを記録する。また、同時期に文化庁の在外派遣研修生として滞米し、さらに一年間、研鑽を重ねる。

### 2002年
- 12月、ニューヨークの若手トップミュージシャンを従えたセカンド・アルバム『When October Goes』をリリース。日本ではほとんど演奏経験が無いにもかかわらず、いきなりジャズ・チャートで初登場第1位を獲得する。

### 2003年
- 日本でのライブ活動も本格化。この年の初頭に行った「山中千尋 ニューヨーク・トリオ ツアー2003」の模様を伝えた毎日放送（MBS）制作の密着ドキュメント「情熱大陸」（TBS系列で放送）により、その国際的な活動が広く日本でも知られるようになった。
- 8月、上記ツアーの大阪公演を完全収録したDVD『Leaning Forward』を発表。ポップスを含む全ジャンルのDVDチャートでベストテン内に初登場ランクインした[2]。
- その後もニューヨークを中心に世界各地で活動を続ける。

### 2004年
- 1月、03年暮れの来日ツアー終了後、米NBCラジオ、カーネギーホールへ出演。
- 5月、1年半ぶりとなる新作CD『Madrigal』の発表。同時に「ツアー2004〜Madrigal」を全国7ヵ所で開催。
- 8月、11月にも再来日し、「ニューヨーク・トリオ ツアー2004」として各地で公演を行った。

### 2005年
- 1月、ユニバーサル ミュージック グループのクラシックス&ジャズと契約。
- 8月、「情熱大陸 Special Live」（大阪公演）、「東京JAZZ2005」に出演。
- 9月7日、ユニバーサル傘下のヴァーヴ・レコードより、移籍第1作『Outside by the Swing』をリリース、メジャーデビューを果たす。オリコンデイリーアルバムチャート（邦楽・洋楽全ジャンル）で初登場20位、各ジャズ・チャートでは前作・前々作同様初登場第1位を飾る。
- 10月から、アルバムのプロモーション・ツアーとして「ツアー2005〜"Outside by the Swing"」を全国各地で開催。

### 2006年
- 9月、移籍後2作目となる『Lach Doch Mal』が欧Emarcyレーベルからリリースされ、欧州デビューも果たす。これは2007年4月発表のスイングジャーナル誌「第57回日本ジャズメン読者人気投票」＜アルバム・オブ・ザ・イヤー＞部門で第1位を獲得する。

### 2007年
- 8月、『Abyss』を発表。iTunes Store、HMV、タワーレコード、Amazon.comなどの各ジャズ・チャートで第1位を獲得。このアルバムで2008年1月にスイングジャーナル誌主催の2007年度第41回ジャズ・ディスク大賞＜日本ジャズ賞＞を受賞。4月には同誌「第58回日本ジャズメン読者人気投票」＜アルバム・オブ・ザ・イヤー＞部門で2年連続第1位となる。
- 10月にはヴァーヴから初のライブDVD作品『Live In Tokyo』をリリース（6月のツアー最終日の模様を収録）、各ジャズ・チャートでの第1位はもとより、オリコンの全ジャンルDVDチャートで初登場第7位となる。
- 11月中旬より、「山中千尋 ニューヨーク・トリオ ツアー2007 "Abyss"」をイタリア〜イギリス〜ドイツ〜日本で敢行。

### 2008年
- 2月27日、ピアノ、ギター、ベースによるドラムレス・トリオで故オスカー・ピーターソンに捧げた『After Hours』をリリース。ジャズ・チャート初登場第1位を獲得。その後、2009年3月には「第23回日本ゴールドディスク大賞<ジャズ・アルバム・オブ・ザ・イヤー（ジャズ邦楽部門）>」を受賞。
- 9月、『Bravogue』を発表、ジャズ・チャート部門初登場第1位。

### 2009年
- 3月、『Abyss』がEmarcyレーベルからヨーロッパでもリリースされ、オーストリア、ドイツ、フランス、イタリアでライブ・ツアーを行う。
- 5月から6月にかけて、ニューヨークのトップ・ピアニスト10人の共演で開催される「富士通スペシャル 100 GOLD FINGERS」に参加。
- 10月、生誕100周年を迎えるベニー・グッドマンへのトリビュート作品『Runnin' Wild』を発表。Amazon.com、タワーレコード、HMV、ビルボード・ジャパンなどの各ジャズ・チャートで第1位を獲得。また、群馬交響楽団の公演にて、「ラプソディ・イン・ブルー」を共演した。

### 2010年
- 3月、出生地の福島県郡山市から「フロンティア大使」の委嘱を受ける。

### 2011年
- 日本人として初めてアメリカのデッカ・レコード（ユニバーサル傘下）と契約。またヨーロッパ・ジャズの次世代を担うマリオ・ガルガーノ（ベース）、ミケーレ・サルガレッロ（ドラムス）とヨーロピアン・トリオを結成、イタリア最大のジャズ・フェスであるウンブリア・ジャズ祭では、ハービー・ハンコックやマーカス・ミラーとステージを分けあった。
- 8月24日、自身の音楽活動10周年を記念したアルバム『レミニセンス』を発表。その『レミニセンス』で全米CDデビューを飾る。
- 10月、全米デビューを記念したニューヨークでのクラブ・ギグを収録したDVD『ライヴ・イン・ニューヨーク』を発売。

### 2015年
- 4月、桐朋学園大学音楽学部作曲科、非常勤講師に就任。
- 9月、バークリー音楽大学の助教授（Assistant Professor）に就任、ピアノ科で指導を行う。

## ディスコグラフィ

### アルバム
| 発売日         | タイトル                                | 和文タイトル                                                 | レーベル                    | 品番      |
| -------------- | --------------------------------------- | ------------------------------------------------------------ | --------------------------- | --------- |
| 2001年10月8日  | Living Without Friday                   | リヴィング・ウィズアウト・フライデイ                         | 澤野工房                    | AS-16     |
| 2002年12月8日  | When October Goes                       | ホエン・オクトーバー・ゴーズ                                 | 澤野工房                    | AS-25     |
| 2004年5月10日  | Madrigal                                | マドリガル                                                   | 澤野工房                    | AS-38     |
| 2005年9月7日   | Outside by the Swing                    | アウトサイド・バイ・ザ・スイング                             | Verve/Universal             | UCCJ-2040 |
| 2006年9月13日  | Lach Doch Mal                           | ラッハ・ドッホ・マール                                       | Verve/Universal             | UCCJ-2052 |
| 2007年8月22日  | Abyss                                   | アビス                                                       | Verve/Universal             | UCCJ-2060 |
| 2008年2月27日  | After Hours                             | アフター・アワーズ                                           | Verve/Universal             | UCCJ-2065 |
| 2008年9月24日  | Bravogue                                | ブラヴォーグ                                                 | Verve/Universal             | UCCJ-2071 |
| 2009年10月7日  | Runnin' Wild - Tribute To Benny Goodman | ランニング・ワイルド〜トリビュート・トゥ・ベニー・グッドマン | Verve/Universal             | UCCJ-2077 |
| 2010年9月22日  | Forever Begins                          | フォーエヴァー・ビギンズ                                     | Verve/Universal             | UCCJ-2083 |
| 2011年8月24日  | Reminiscence                            | レミニセンス                                                 | Verve/Universal             | UCCJ-2090 |
| 2012年5月23日  | Still Working                           | スティル・ワーキング                                         | Verve/Universal             | UCCJ-2096 |
| 2012年7月18日  | Because                                 | ビコーズ                                                     | Verve/Universal             | UCCJ-2102 |
| 2012年7月18日  | After Hours 2                           | アフター・アワーズ2                                          | Verve/Universal             | UCCJ-2109 |
| 2013年8月14日  | MOLTO CANTABILE                         | モルト・カンタービレ                                         | Verve/Universal             | UCCJ-2111 |
| 2014年7月16日  | Somethin' Blue                          | サムシン・ブルー                                             | BLUE NOTE/Universal         | UCCQ-1016 |
| 2015年7月15日  | SYNCOPATION HAZARD                      | シンコペーション・ハザード                                   | BLUE NOTE/Universal         | UCCQ-1043 |
| 2015年10月14日 | Best 2005-2015                          | ベスト 2005-2015                                             | BLUE NOTE/Universal         | UCCQ-1048 |
| 2015年10月14日 | The SPHÈRES: Live in OSAKA!!            | スフィアズ: ライヴ・イン・大阪!!                             | BLUE NOTE/Universal         | UCCQ-1050 |
| 2016年7月13日  | Guilty Pleasure                         | ギルティ・プレジャー                                         | BLUE NOTE/Universal         | UCCQ-2097 |
| 2017年6月21日  | MONK STUDIES                            | モンク・スタディーズ                                         | BLUE NOTE/Universal         | UCCQ-9303 |
| 2018年6月20日  | UTOPIA                                  | ユートピア                                                   | BLUE NOTE/Universal         | UCCJ-2157 |
| 2019年6月26日  | Prima Del Tramonto                      | プリマ・デル・トラモント                                     | BLUE NOTE/Universal         | UCCJ-9218 |
| 2020年6月24日  | ROSA                                    | ローザ                                                       | BLUE NOTE/Universal         | UCCJ-9223 |
| 2021年12月15日 | Ballads                                 | バラーズ                                                     | BLUE NOTE/Universal         | UCCJ-2200 |
| 2022年12月21日 | Today Is Another Day                    | トゥデイ・イズ・アナザー・デイ                               | BLUE NOTE / Universal Japan | UCCJ-2215 |
| 2023年8月30日  | Dolce Vita                              | ドルチェ・ヴィータ                                           | BLUE NOTE / Universal Japan | UCCJ-2227 |
| 2024年10月9日  | Carry On                                | キャリー・オン                                               | BLUE NOTE / Universal Japan | UCCJ-9249 |

### DVD
| 発売日         | タイトル                | 和文タイトル                     | レーベル        | 品番      |
| -------------- | ----------------------- | -------------------------------- | --------------- | --------- |
| 2003年8月2日   | Leaning Forward         | リーニング・フォワード           | 澤野工房        | SDVD-002  |
| 2007年10月24日 | Live In Tokyo           | ライヴ・イン・トーキョー         | Verve/Universal | UCBJ-1004 |
| 2011年10月19日 | Live In New York        | ライヴ・イン・ニューヨーク       | Verve/Universal | UCBJ-1006 |
| 2014年12月17日 | Live at Blue Note Tokyo | ライブ・アット・ブルーノート東京 | Universal       | UCXJ-1001 |

## 主な共演者
- ゲイリー・バートン
- ジョージ・ベンソン
- ジョージ・ラッセル
- ナンシー・ウィルソン
- ダイアン・シューア
- エド・シグペン
- ボブ・ブルックマイヤー
- テリ・リン・キャリントン
- シンディ・ブラックマン
- ジェームズ・ムーディ
- ドナルド・ハリソン
- スティーブ・ターレ
- ジョー・ロヴァーノ
- T・S・モンク
- レイ・ブラウン
- ジェニファー・レイサム
- アリソン・ミラー
- ハービー・ハンコック
- 稲垣潤一

## 主な受賞歴
- シスターズ・イン・ジャズ国際コンクール　優勝（主催：国際ジャズ教育者協会、2000年）
- アウト・スタンディング・アワード受賞（主催：米ジャズ専門誌　ダウンビート、2000年）
- 文化庁派遣　芸術家在外研修員（2001年）
- HMV Jazz Awards 2003「HMV大賞（Record of The Year）」・「ベスト・ジャパニーズ・ジャズ・アルバム賞」（受賞作品：『When October Goes』）（2003年）
- スイングジャーナル第39回ジャズ・ディスク大賞≪ニュー・スター賞≫（2005年度最優秀新人ジャズ・アルバム）（受賞作品：『Outside by the Swing』）（2005年）
- スイングジャーナル第57回日本ジャズメン読者人気投票「アルバム・オブ・ザ・イヤー」第1位（受賞作品：『Lach Doch Mal』）（2006年）
- スイングジャーナル第41回（2007年度）ジャズ・ディスク大賞≪日本ジャズ賞≫（受賞作品：『Abyss』）（2007年）
- スイングジャーナル第58回日本ジャズメン読者人気投票「アルバム・オブ・ザ・イヤー」第1位（『受賞作品：Abyss』）（2007年）
- 第23回日本ゴールドディスク大賞＜ジャズ・アルバム・オブ・ザ・イヤー＞（受賞作品：『After Hours』）（2009年）

## 著書
- 山中千尋『ジャズのある風景』晶文社（原著2013年8月3日）。ISBN 978-4-7949-6909-5。

## 出演歴
テレビ
- 情熱大陸（毎日放送、2003年3月30日）
- スタジオパークからこんにちは（NHK、2005年7月28日、12月26日）
- 英語でしゃべらナイト（NHK、2005年10月17日）
- 首都圏ネットワーク（NHK、2005年12月15日）
- 音遊人（テレビ東京、2006年1月7日）
- J-MELO（NHK、2006年10月29日）
- BS週刊シティー情報（NHK、2006年12月9日）
- R30（TBS、2008年5月2日）
- 僕らの音楽（フジテレビ、2009年11月13日）
- 5時に夢中!（TOKYO MX、2012年6月21日、2013年6月27日）
- 地球テレビ エル・ムンド（NHK BS1、2012年7月17日）
- 大改造!!劇的ビフォーアフター（朝日放送、2012年8月19日）
- あさイチ（NHK、2017年9月1日）
- 関ジャム 完全燃SHOW（テレビ朝日、2019年3月3日）

ラジオ
- Jazz Reminiscence（JFNC、2012年 - ）
- トヨタモビリティ富山 presents 山中千尋 いつだって T-TIME（FMとやま、2013年 -）